# رومين كوين
رومين كوين هو شخصية أعمال وسياسي أمريكي، ولد في 30 يوليو 1990 في رايز ليك في الولايات المتحدة. نشط حزبياً في الحزب الجمهوري. وقد انتخب عضو جمعية ولاية ويسكونسن ‏.

## وصلات خارجية
- الموقع الرسمي